# 王僧綽
王 僧綽（おう そうしゃく、423年 - 453年）は、南朝宋の官僚。本貫は琅邪郡臨沂県。

## 経歴
王曇首の子として生まれた。学問を好み、朝廷の典故に通じた。豫章県侯の封を嗣ぎ、文帝の長女の東陽献公主を妻に迎えた。はじめ江夏王劉義恭の下で司徒参軍となった。始興王文学に転じ、秘書丞・司徒左長史・太子中庶子を歴任した。元嘉26年（449年）、尚書吏部郎に任じられ、官僚登用の選挙に参与して、才色眼で知られた。元嘉28年（451年）、侍中となり、朝政の機密を任された。
呉郡太守や広州刺史といった外任の職務を求めたが、文帝に許可されなかった。元嘉30年（453年）2月、皇太子劉劭が巫蠱によって文帝を呪詛していたことが発覚すると、文帝は僧綽を召し出し、太子の廃立に関する前代の典故を述べさせた。また僧綽は劉劭が東宮で宴を開いて将士を供応していることを報告した。文帝は次の皇太子について臣下たちと相談したが、徐湛之は隨王劉誕を立てるよう求め、江湛は南平王劉鑠を立てるよう求め、文帝は建平王劉宏を立てることを考えていたため、議論は長らく決まらなかった。僧綽は立太子のことは皇帝の意志によるべきで、即断を要するむねを意見した。文帝は外聞を気にして慎重な決定をおこなおうとためらった。江湛はその場を中座すると、僧綽の率直すぎる物言いを牽制した。
劉劭が文帝を殺害すると、江湛は尚書上省で報を聞いて、僧綽の言を用いなかったことを悔いた。劉劭が帝を称すると、元嘉30年を太初元年に改元しようとしたが、先君の死去年を越さない改元を蕭斌に反対された。劉劭が僧綽に訊ねると、僧綽は晋の恵帝の前例を挙げて蕭斌に反論したため、劉劭に喜ばれた。吏部尚書に任じられた。3月、劉劭は文帝の文書箱や江湛の家の記録から、僧綽が廃立について文帝に意見していたことを知った。僧綽は収監されて殺害された。享年は31。僧綽の罪に連座して、門客の太学博士賈匪之・奉朝請司馬文穎・建平国常侍司馬仲秀らも処刑された。孝武帝が即位すると、僧綽は散騎常侍・金紫光禄大夫の位を追贈された。諡は愍侯といった。
子の王倹が後を嗣いだ。

## 伝記資料
- 『宋書』巻71 列伝第31
- 『南史』巻22 列伝第12